# Chell
Chell è la protagonista del videogioco Portal e del suo seguito Portal 2, entrambi sviluppati da Valve.

## Sviluppo e design
Secondo Erik Wolpaw non era necessario approfondire il personaggio di Chell, notando che i tester di Portal spesso non sapevano neanche il suo nome, dato che non viene rivelato nel corso del gioco. Wolpaw ha spiegato che il nome di Chell non viene mai rivelato nel gioco per rafforzare il legame che si viene a creare tra GLaDOS e il giocatore nel corso del gioco. Chet Faliszek ha descritto Chell come la versione femminile del protagonista silenzioso alla Gordon Freeman. Wolpaw ha spiegato che per il tipo di humour presente nel gioco sarebbe stato meglio se il protagonista non avesse parlato, poiché "unica persona sana in un mondo impazzito". In un'intervista a IGN su Portal 2: Lab Rat, Michael Avon Oeming ha commentato che "Chell è più che altro un mezzo per raccontare la storia", paragonandola a The Spirit di Will Eisner, ma ha aggiunto che il personaggio di Chell potrebbe essere più approfondito in futuro. È stato poi rivelato che Chell non è muta, ma ha fatto voto del silenzio affinché i robot non potessero trarne soddisfazione da ciò che avrebbe potuto dire.
Durante la realizzazione di Portal 2, gli sviluppatori hanno considerato l'ipotesi di non far riapparire Chell. Tuttavia cambiarono idea quando i tester espressero il desiderio che GLaDOS riconoscesse la protagonista come colei che l'ha uccisa nel primo episodio. Nel redesign iniziale per Portal 2 gli sviluppatori cercarono di rendere più accattivante il look di Chell, pur senza aggiungere dettagli inutili. Considerarono di cambiare la sua nazionalità e di farla apparire meno umana per via della "costante disumanizzazione dei partecipanti ai test". Trattandosi di una tuta standard per tutti i partecipanti ai test, la tuta di Chell è stata concepita per non essere né sexy né brutta a vedersi. Il primo redesign del personaggio prevedeva anche un berretto da laboratorio. Matt Charlesworth, artista Valve, ha commentato che quel cappello gli faceva pensare ai piloti collaudatori.
Questo design fu abbandonato per tornare alla tuta arancione indossata da Chell nel primo Portal, con l'unica differenza che in Portal 2 Chell porta la giacca della tuta legata intorno alla vita. Il team artistico di Valve ha spiegato che ciò è stato fatto per darle un aspetto più "libero" e individuale.

## Biografia
Le origini di Chell non sono chiare; secondo GLaDOS il file di Chell afferma che è stata adottata. In Portal 2, nei piani inferiori è presente una mostra di esperimenti scientifici fatti dalle figlie dei lavoratori della Aperture, tenuta in occasione del giorno "Porta tua figlia al lavoro" (lo stesso giorno in cui GLaDOS si è ribellata rilasciando le neurotossine nel laboratorio). Uno di questi esperimenti porta la firma "Chell". Alcuni hanno interpretato questo come un indizio del fatto che Chell sia figlia di Cave Johnson (o di un altro scienziato della Aperture).
In Portal 2: Lab Rat, un fumetto che ricollega la trama di Portal con quella di Portal 2, viene rivelato che, l'ultimo scienziato sopravvissuto a GLaDOS, Doug Rattmann, fece in modo che Chell, a causa della sua enorme tenacità e forza di volontà, fosse messa in prima fila al sadico progetto di testificazione di GLaDOS sicuro che avrebbe fermato l'AI.
In Portal, Chell sta eseguendo dei test per la Aperture Science, supervisionata da GLaDOS, l'intelligenza artificiale che controlla il laboratorio in cui è ambientata la storia. Alla fine del gioco Chell distrugge GLaDOS nel tentativo di scappare dai laboratori, ma viene ferita nell'esplosione e perde i sensi, e una figura fuori campo, ma con una voce robotica, la ritrascina dentro. Doug, notandola, corre a salvarla, venendo ferito dalle torrette, ma riuscendo ad impostare una data di risveglio nella sua capsula di riposo, dando energia prioritaria solo a lei, condannando gli altri occupanti.
Anni dopo, Chell viene risveglia in Portal 2 da Wheatley, un'altra intelligenza artificiale. Chell e Wheatley tentano di fuggire dal laboratorio, ma durante la fuga risvegliano accidentalmente GLaDOS. GLaDOS, furiosa con Chell che l'aveva distrutta, la costringe a partecipare ad altri test, finché Wheatley non aiuta Chell a fuggire di nuovo. Chell e Wheatley riescono quindi a sabotare gli impianti di produzione delle torrette e delle neurotossine, le armi principali di GLaDOS. GLaDOS riesce a catturare di nuovo Chell, ma non avendo né neurotossine né torrette non è in grado di ucciderla. Chell approfitta quindi della situazione per mettere Wheatley a capo del laboratorio al posto di GLaDOS, scambiando i loro nuclei della personalità. Ma Wheatley, preda di un delirio di onnipotenza dovuto al fatto di essere improvvisamente molto più potente di prima, si rivolta contro Chell e invece di lasciarla andare la fa precipitare ai piani più bassi dei laboratori, migliaia di metri più in basso. Qui Chell ritrova GLaDOS, che Wheatley aveva imprigionato in un circuito alimentato da una patata (potato battery, in inglese), e la porta con sé. Quindi Chell affronta le vecchie camere di test della Aperture Science, costruite tra il 1956 e il 1985, contenenti dei gel dalle varie proprietà (gel repellente, di colore blu, che aumenta la potenza dei salti, gel propellente, di colore arancione, che aumenta la velocità, e gel di conversione, di colore bianco, che consente di aprire portali anche in superfici dove normalmente non sarebbe possibile). Salendo di livello in livello, scopre dei dettagli sulla storia della Aperture Science, del suo fondatore, Cave Johnson, e della sua segretaria, Caroline, la cui personalità è stata impiantata in GLaDOS. Durante la risalita la personalità di GLaDOS sembra cambiare, diventando molto più ben disposta nei confronti di Chell. Aprendo il portellone che separa la vecchia sezione dei laboratori da quella nuova, inavvertitamente Chell fa sì che i gel vengano pompati fin nelle nuove sezioni, cosa che la aiuterà nel prosieguo del gioco. Wheatley cattura Chell e la costringe a eseguire altri test, molto peggio costruiti rispetto a quelli di GLaDOS, finché Chell non fugge di nuovo e, aiutata da GLaDOS, riesce a raggiungere Wheatley. Dopo un breve combattimento, il tetto della stanza crolla e Chell riesce ad aprire un portale sulla Luna (il gel bianco è infatti composto da roccia lunare in polvere) e la differenza di pressione risucchia via Wheatley e due altri sfere-nuclei (Spazio e Ricky). Chell viene invece salvata da GLaDOS, che è riuscita a tornare in controllo del laboratorio, e la lascia finalmente uscire in superficie assieme al Cubo da Compagnia che GLaDOS aveva bruciato nel primo capitolo.
Sia in Portal che in Portal 2 si può vedere il personaggio in terza persona grazie alla console dello sviluppatore attivabile nelle opzioni.

### Altre apparizioni
In LEGO Dimensions, Chell fa ritorno all'appena ristrutturata Aperture assieme a Wheatley, tornato dallo spazio dopo aver imparato a usare la gravità a suo vantaggio. Controvoglia (e ancora dubbiosa del cambiamento di Wheatley), Chell si allea con la sfera per poter sopravvivere a GLaDOS. Dopo diverse peripezie, Chell e Wheatly affrontano GLaDOS, che sta nascondendo qualcosa. Dopo la battaglia, su suggerimento di Wheatley, Chell installa Spazio come capo della struttura.

## Ricezione e analisi
Joe McNeilly di GamesRadar ha definito Chell come un esempio di come Portal ha smontato gli archetipi degli sparatutto in prima persona, notando come, a differenza della maggior parte dei personaggi femminili negli sparatutto, Chell non è in terza persona né ha un aspetto particolarmente sexy. GamesRadar ha definito Chell come l'antidoto al cliché della donna seminuda, apprezzando il fatto che fosse completamente vestita e non troppo sexy, commentando "L'eroina di Portal è una donna dall'aspetto e dai vestiti ordinari, come il 50% della popolazione mondiale." GamesRadar ha anche inserito scherzosamente Chell nella lista delle ragazze più insignificanti dei videogiochi, descrivendo la sua tuta come "repellente" e aggiungendo, "gli stivali la fanno sembrare uno degli alieni di The Arrival." IGN ha inserito Chell al sesto posto nella lista delle migliori eroine dei videogiochi, definendola "una delle eroine più ingegnose della lista". In un'analisi approfondita di Portal, Daniel Johnson di Gamasutra ha notato come l'identità di Chell e il motivo per cui si trova nei laboratori Aperture Science rafforzino la sua posizione di personaggio che partecipa ai test contro la sua volontà.
Luke Plunkett di Kotaku ha definito il design di Chell nel primo episodio "memorabile", aggiungendo però come nel primo Portal "Chell [...] non è mai stata la star del gioco" e quanto poco si sia potuta vedere. Mike Fahey, sempre di Kotaku, ha risposto alle critiche di chi riteneva che Chell dovesse parlare scrivendo "L'ultima cosa che vorrei vedere in Portal 2 è Chell che parla". Nella sua recensione di Portal 2, Adam Biessener di Game Informer ha scritto che ciò che ha reso Portal e Portal 2 così speciali è stato il doversi calare nei panni di Chell e il condividere la sua stessa sorte.